# Fédération béninoise de pétanque
La Fédération béninoise de pétanque, fondée en 2004, est une association regroupant les clubs de pétanque au Bénin et organisant les compétitions nationales et les matchs internationaux de la sélection béninoise.

## Historique
Idrissou  Ibrahima est le premier président. Le président actuel (2025) est monsieur Yaya Garba